# Darby Hinton

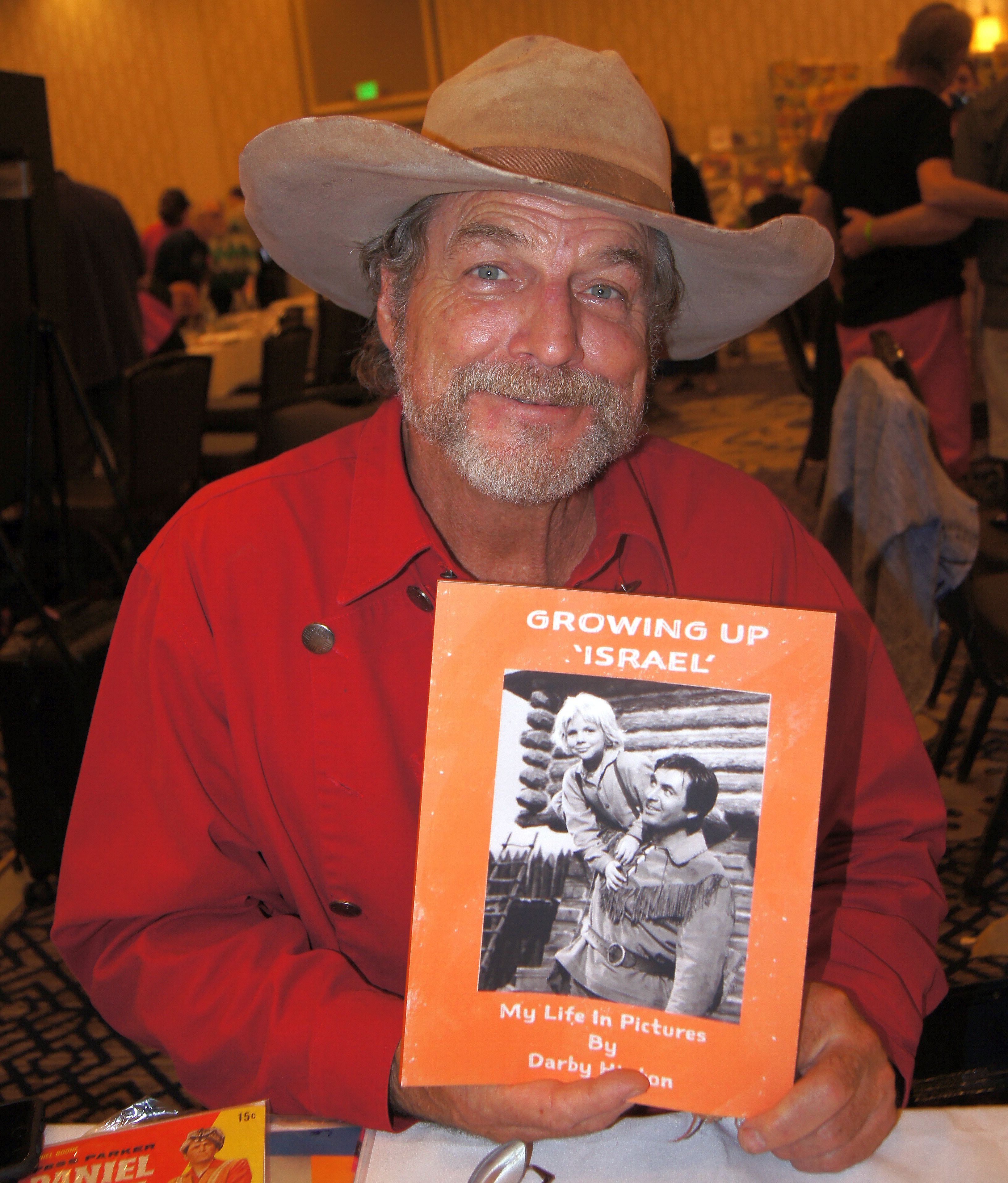
Darby Hinton (2019)

Edgar Raymond Darby Hinton (* 19. August 1957 in Santa Monica, Kalifornien) ist ein US-amerikanischer Schauspieler, Filmproduzent, Synchronsprecher und ehemaliger Kinderdarsteller. Einem breiten Publikum wurde er durch seine Rollen in den Fernsehserien Daniel Boone und Zeit der Sehnsucht bekannt.

## Leben
Hinton wurde am 19. August 1957 in Santa Monica als Sohn des Schauspielers Ed Hinton (1919–1958) und der Schauspielerin Marilyn Mau Hinton (1922–1982) geboren. Seine Schwestern standen als Kinderdarstellerinnen ebenfalls vor der Kamera. Ab 1983 war er mit Alex Preissman verheiratet, die beiden haben zwei gemeinsame Kinder. Seit dem 3. September 1993 ist er mit Shan Hinton, geborene Griffiths, verheiratet. Die beiden sind Eltern zweier gemeinsamer Kinder.
Anfang der 1960er Jahre machte er seine ersten Schritte als Kinderdarsteller. Von 1964 bis 1970 stellte er in insgesamt 110 Episoden der Fernsehserie Daniel Boone die Rolle des Israel Boone dar und wurde einem breiten Publikum bekannt. 1980 war er im Spielfilm Das Geheimnis der fliegenden Teufel in der Rolle des Randy zu sehen. 1985 spielte er die Hauptrolle im Film Malibu-Express. Ab demselben Jahr 1986 verkörperte er die Rolle des Ian Griffith in 51 Episoden der Fernsehserie Zeit der Sehnsucht.
Beim 1996 erschienenen Film Cry of Redemption – Punkt Null gehörte er mit zum Produktionsteam. 1997 produzierte er den Film Stargames, 2019 den Film Bill Tilghman and the Outlaws. 2016 in Dishonored 2: Das Vermächtnis der Maske und 2017 in Dishonored: Der Tod des Outsiders war er jeweils als Synchronsprecher zu hören.

## Filmografie (Auswahl)

### Schauspiel
- 1962: Insel der Gewalt (Hero’s Island)
- 1962: Die Wunderwelt der Gebrüder Grimm (The Wonderful World of the Brothers Grimm)
- 1962: Der Pauker kann’s nicht lassen (Son of Flubber)
- 1963: Mr. Ed (Mister Ed, Fernsehserie, Episode 4x07)
- 1964: Route 66 (Fernsehserie, Episode 4x14)
- 1964: Wagon Train (Fernsehserie, Episode 7x26)
- 1964–1970: Daniel Boone (Fernsehserie, 110 Episoden)
- 1965: Hetzjagd in Ketten (Nightmare in the Sun)
- 1966: The Adventures of Ozzie and Harriet (Fernsehserie, Episode 14x18)
- 1967: Big Valley (The Big Valley, Fernsehserie, Episode 2x18)
- 1968: Disney-Land (Disneyland, Fernsehserie, 2 Episoden)
- 1969: Die Letzten vom Red River (The Good Guys and the Bad Guys)
- 1970: The Bold Ones: The New Doctors (Fernsehserie, Episode 2x01)
- 1971: Owen Marshall – Strafverteidiger (Owen Marshall: Counselor at Law, Fernsehserie, Episode 1x01)
- 1974: Das Böse in der Tiefe (The Treasure of Jamaica Reef)
- 1975: Hawaii Fünf-Null (Hawaii Five-O, Fernsehserie, Episode 8x10)
- 1975: Mr. Sycamore
- 1977: Verschwörung in Black Oak (Black Oak Conspiracy)
- 1978: Hi Riders – Jungs laßt die Fetzen fliegen (Hi-Riders)
- 1978: Goodbye, Franklin High
- 1979: Die unschlagbaren Sieben von Las Vegas (Angels’ Brigade)
- 1979: Do It in the Dirt
- 1980: Das Geheimnis der fliegenden Teufel (Without Warning )
- 1980: Tödliche Bedrohung (The Return)
- 1981: Magnum (Magnum, p.i., Fernsehserie, Episode 1x18)
- 1981: Nackte Fäuste – Die tödliche Karatelady (Firecracker)
- 1982: Wacko… da wackelt die Bude (Wacko)
- 1982–1983: Ein Colt für alle Fälle (The Fall Guy, Fernsehserie, 2 Episoden)
- 1985: Malibu-Express (Malibu Express)
- 1985–1986: Zeit der Sehnsucht (Days of Our Lives, Fernsehserie, 51 Episoden)
- 1987: The New Gidget (Fernsehserie, Episode 2x05)
- 1988: Highwayman (The Highwayman, Fernsehserie, Episode 1x01)
- 1989: Hunter (Fernsehserie, Episode 6x06)
- 1990: Jake und McCabe – Durch dick und dünn (Jake and the Fatman, Fernsehserie, Episode 3x13)
- 1991: Unter der Sonne Kaliforniens (Knots Landing, Fernsehserie, Episode 13x03)
- 1991: P.S.I. Luv U (Fernsehserie, Episode 1x10)
- 1994: Superman – Die Abenteuer von Lois & Clark (Lois & Clark: The New Adventures of Superman, Fernsehserie, Episode 1x20)
- 1994: One West Waikiki (Fernsehserie, Episode 1x03)
- 1994: Dark Future
- 1994: The Hero (Kurzfilm)
- 1996: Cry of Redemption – Punkt Null (Punctul zero)
- 1997: Stargames
- 1997: Mike Hammer, Private Eye (Fernsehserie, Episode 1x08)
- 1998: Night Man (Fernsehserie, Episode 1x12)
- 1998: Beverly Hills, 90210 (Fernsehserie, Episode 9x09)
- 1999: Rescue 77 (Fernsehserie, Episode 1x02)
- 2001: Crawlers (They Crawl)
- 2003: Recipe for Disaster (Fernsehfilm)
- 2003: Just for Kicks
- 2012: The Last Laugh (Fernsehfilm)
- 2015: Father Pete’s Corner (Fernsehserie)
- 2015: Texas Rising (Miniserie, 2 Episoden)
- 2015: Dead of Winter: The Donner Party (Fernsehfilm)
- 2016: Home on the Range (Fernsehfilm)
- 2018: Wild Faith
- 2019: Bill Tilghman and the Outlaws
- 2019: Tales of the Wild West (Fernsehserie, 2 Episoden)
- 2019: Christmas Wishes and Mistletoe Kisses (Fernsehfilm)
- 2020: Scream Test
- 2022: TV Therapy (Fernsehserie, Episode 3x02)
- 2022: The Contested Plains
- 2023: Magnum P.I. (Fernsehserie, Episode 5x05)
- 2024: Was Once a Hero
- 2025: Sod and Stubble

### Filmproduzent
- 1996: Cry of Redemption – Punkt Null (Punctul zero)
- 1997: Stargames
- 2019: Bill Tilghman and the Outlaws

## Synchronisationen (Auswahl)
- 2016: Dishonored 2: Das Vermächtnis der Maske (Dishonored 2, Computerspiel)
- 2017: Dishonored: Der Tod des Outsiders (Dishonored: Death of the Outsider, Videospiel)